# Halsbrücke
Halsbrücke là một đô thị trong huyện Mittelsachsen, bang tự do Sachsen, nước Đức. Đô thị Halsbrücke có diện tích 41,07 km², dân số thời điểm ngày 31 tháng 12 năm 2005 là 5572 người.